# 사가라 나가쓰네 (1574년)
사가라 나가쓰네(일본어: 相良長毎)는 아즈치모모야마 시대부터 에도 시대 전기에 걸친 다이묘이다. 사가라 가문의 제20대 당주이자 히고 히토요시번(肥後人吉藩)의 초대 번주이다. 초명은 요리후사(頼房)로써 나가쓰네의 아버지 사가라 요시히(相良義陽)도 초명은 요리후사였다. 만년(晩年)인 겐나 2년(1616년)에 나가쓰네(長毎)으로 개명하였고 이는 나가쓰네의 조상 나가쓰네와 동명의 사가라 나가쓰네(相良長毎)가 본명이다.